# Mường Nọc
Mường Nọc là một xã thuộc huyện Quế Phong, tỉnh Nghệ An, Việt Nam.

## Địa lý
Xã Mường Nọc nằm ở phía đông nam huyện Quế Phong, có vị trí địa lý:
- Phía đông giáp huyện Quỳ Châu
- Phía tây giáp thị trấn Kim Sơn và xã Châu Kim
- Phía nam giáp xã Quang Phong
- Phía bắc giáp xã Tiền Phong.

Xã Mường Nọc có diện tích 50,78 km², dân số năm 2018 là 6.627 người, mật độ dân số đạt 131 người/km².

## Lịch sử
Xã Mường Nọc được thành lập vào ngày 17 tháng 4 năm 1965 trên cơ sở tách một phần diện tích và dân số của xã Châu Kim.
Ngày 12 tháng 7 năm 1990, thành lập thị trấn Kim Sơn, thị trấn huyện lỵ Quế Phong trên cơ sở điều chỉnh 121,6 ha diện tích tự nhiên và 2.726 người của xã Mường Nọc, 30 ha diện tích tự nhiên của xã Tiền Phong.
Ngày 23 tháng 3 năm 2005, thành lập xã Quế Sơn trên cơ sở 3.770 ha diện tích tự nhiên và 3.324 người của xã Mường Nọc.
Sau khi điều chỉnh địa giới hành chính, xã Mường Nọc còn lại 3.160 ha diện tích tự nhiên và 5.993 người.
Đến năm 2018, xã Mường Nọc có diện tích 31,58 km², dân số là 6.300 người, mật độ dân số đạt 199 người/km²; xã Quế Sơn có diện tích 37,08 km², dân số là 3.700 người, mật độ dân số đạt 100 người/km².
Ngày 17 tháng 12 năm 2019, Ủy ban Thường vụ Quốc hội ban hành Nghị quyết 831/NQ-UBTVQH14 về việc sắp xếp các đơn vị hành chính cấp xã thuộc tỉnh Nghệ An (nghị quyết có hiệu lực từ ngày 1 tháng 1 năm 2020). Theo đó, điều chỉnh 17,88 km² diện tích tự nhiên và 3.373 người của xã Mường Nọc vào thị trấn Kim Sơn và sáp nhập toàn bộ diện tích và dân số của xã Quế Sơn trở lại xã Mường Nọc.
Sau khi điều chỉnh, xã Mường Nọc có diện tích 50,78 km², dân số là 6.627 người.